# بشار رحال
بشار رحال (بالإنجليزية: Bashar Rahal)‏ هو ممثل بلغاري من أصل لبناني ولد بتاريخ 20 أوكتوبر 1974 في دبي.

## أعماله
من أعماله فيلم بويكا لا يقهر.

## وصلات خارجية
بشار رحال على موقع IMDb (الإنجليزية)
- بشار رحال على موقع قاعدة بيانات الفيلم (الإنجليزية)